# 헬렌 박
헬렌 박(Helen Park, 박현정, 1986년 3월 23일 ~ )은 대한민국의 작곡가, 작사가, 오케스트레이터, 음악 프로듀서로, 미국 뉴욕을 중심으로 활동한다. 뮤지컬 《KPOP》으로 가장 잘 알려져 있으며, 이 뮤지컬을 통해 2018 드라마 데스크상 시상식 3개 부문에 후보로 올랐다.

## 생애
1986년 대한민국 부산광역시에서 태어나 중학교 3학년 때 캐나다로 이주하였다. 이후 뉴욕대학교 티시 예술대학 뮤지컬 작곡과에 진학하여 석사 졸업(MFA)하였다.